# Ухапи ме
Ухапи ме (на английски: Bite Me with Dr. Mike) е американски документален сериал, чието първо излъчване е по Travel Channel, а в България се излъчва по National Geographic Channel. Водещ на предаването е доктор Майк Лиъхи. Първият му сезон има 8 епизода.

## Сюжет
Вирусологът Майк Лиъхи показва някои от най-опасните и ческо много малки същества на Земята, които могат да изненадат неприятно туристите. Доктор Лийхи отива до крайност, позволявайки на тези неща да хапят, жилят или хранят с неговото тяло.

## За водещия
Бивш моторен механик за десет години, Майк Лиъхи решава да се върне в училище, преследвайки влечението си кум буболечките. Той завършва докторантура по вирусология и молекулярна биология в Оксфорд.

## Епизоди
| Заглавие | Номер | Първо излъчване в САЩ |
| --- | ----- | --------------------- |
| Бразилия | 1     | 23 юни 2009 г.        |
| Вирусологът Майк Лиъхи изследва Бразилия, дом мна хиляди потенциални опасности. От огнените мравки и невидимите червеи до легендарната риба кандиру, д-р Лиъхи ще подложи тялото си на техните атаки, за да разбере какво прави хората толкова привлекателни за тези създания. |       |                       |
| Индия | 2     | 30 юни 2009 г.        |
| Д-р Майк смело се потапя в Ганг, издържа на лечение с пиявици и среща няколко неприятни мамуни, жадни за кръв. Той посещава и Варанаси – духовното и културното сърце на Индия.                                                                                                |       |                       |
| Виетнам | 3     | 7 юли 2009 г.         |
| От хаотичните градски улици в Ханой и Хошимин до екзотичните джунгли и идиличните оризища, любознателният вирусолог и смел изследовател Майк Лиъхи винаги има много, за което да внимава.                                                                                      |       |                       |
| Австралийската пустош | 4     | 14 юли 2009 г.        |
| Със средна температура около 100°, пустошта е дом на няои от най-малките, но и смъртоносни обитатели на планетата. Д-р Майк се среща с осмокрака убийца и с паразит, който може да бревърне най-добрия приятел на човека в убиец.                                              |       |                       |
| Борнео | 5     | 21 юли 2009 г.        |
| Доктор Майк пътува за Борнео, за да научи по трудния начин, че там всичко иска да те захапи, независимо дали се разхождаш из гората, изкачваш планина, изследваш 65-милиона годишна пещерна система или минаваш през мангрово блато.                                           |       |                       |
| Австралийското крайбрежие | 6     | 28 юли 2009 г.        |
| Д-р Майк изследва австралийското крайбрежие, което изглежда като рай със словите гъсти джунгли и песъчливи плажове. Но то приютява и много болезнени и отровни създания – идеалното място за вирусолог, който харесва всичко странно.                                          |       |                       |
| Мексико | 7     | 4 август 2009 г.      |
| Мексико е мечтана дестинация за вирусолога Майк Лиъхи. Тази екзотична северноамериканска страна е обитавана от огромен брой от малки ужасии, чийто размер въобще не отразява решимостта им да съсипят плановете ти за почивка, а и зртавето ти.                                |       |                       |
| Флорида и Аризона | 8     | 11 август 2009 г.     |